# 257212 Rozsahegyi
257212 Rozsahegyi este o planetă minoră (asteroid) din centura de asteroizi. A fost descoperită pe 22 decembrie 2008 la Piszkéstetői Obszervatórium⁠(d) de Krisztián Sárneczky⁠(d). 
Obiectul prezintă o orbită caracterizată de o semiaxă mare de 2,6595792844665 UAi, o excentricitate de 0,02043525720311, o înclinație de 1,1446542003201 ° în raport cu ecliptica.